# Syner
Syner är en svensk skräckfilm från 2009 i regi av Nikolaj Marquez von Hage. I rollerna syns bland annat Christian Magdu, Jonas Larsson och Jenny Lampa. Filmen vann utmärkelsen Spektakulärt pris för 2010 års bästa svenska film inom science fiction, fantasy eller skräck och slog därmed Fredrik Hillers medialt uppmärksammade Psalm 21, Sektor 236 - Tors vrede och Ond tro. Filmen består av tre segment. De två första är original manus av von Hage, medan det sista är baserat på Edgar Allan Poes novell The Man in the Crowd.

## Handling

### Isolerad
Eva vaknar upp en morgon och upptäcker att hon är belägrad i sin lägenhet av oförklarliga krafter. 

### Brevet
Erik får ett brev från sin flickvän, men hon har varit död sedan länge.

### Mannen i folkmassan
En man får en glimt av en äldre herres ansikte och blir besatt av tanken att få ta sig en närmare blick.

## I rollerna
- Jenny Lampa - Eva
- Jonas Larsson  - Erik
- Abraham Demir - Förföljaren
- Christian Magdu - Johan
- Staffan Rydbeck - Mannen i vimlet
- Mats Lindblom - Man med dotter
- Mirjam Vöhrmann - Gunnel
- Karin Bertling - Agneta
- Nimrod Tempest - Pojken bakom dörren
- Sofia Zouagui - Anna
- Tommy Sandberg - Stefan
- Harleen Sandelin - Lisa
- Madelen Nilsson - Dotter
- Corinne Vöhrmann - Dotter, yngre
- Vendela Vöhrmann - Dotter, yngst
- Sebatian Marquez Cladera - Författaren
- Tristan Tempest - Pistolman
- Anette Brandt - Folket utanför
- Jack Lindström - Folket utanför

## Produktion
Filmen var från början tänkt att vara en kortfilm med titeln Isolerad inspirerad av Silent Hill 4: The Room med Jenny Lampa som en kvinna som blev belägrad i sin lägenhet. Inspelningen började 2006 och von Hage beslutade sig för att utveckla filmen till en långfilm med tre olika historier. Branbomm Film drogs in i projektet av Christian Magdu. Inspelningen avslutades 2008. Filmen spelades in på HDV.

### Fotnoter
1. ↑  http://darkentertainment.se/news/syner-vinner-filmpris/
2. ↑  ”Arkiverade kopian”. Arkiverad från originalet den 8 juli 2011. https://web.archive.org/web/20110708152236/http://www.christianmagdu.com/sv/pris-till-syner-for-basta-film-2010/. Läst 12 september 2012.
3. ↑  ”Spektakulärt pris till science fiction-romaner”. Sveriges Radio. 17 februari 2011. https://sverigesradio.se/sida/artikel.aspx?programid=478&artikel=4356151. Läst 27 juli 2018.
4. ↑  ”Arkiverade kopian”. Arkiverad från originalet den 25 oktober 2013. https://web.archive.org/web/20131025215357/http://www.spektakulart.se/intervju-nikolaj-marquez-von-hage/. Läst 12 september 2012.